# Galvanotherapie
Galvanotherapie (Galvanisation, Iontophorese, Stangerbad, Zwei- und Vierzellen-Bad) ist eine nach Luigi Galvani benannte medizinische Behandlungsmethode, bei der schwacher Gleichstrom durch den Körper geleitet wird. Es kommen Nadeln oder flache Elektroden zur Anwendung sowie Bäder, die gelöste Salze und Medikamente enthalten können. Diese sollen unter der Einwirkung des Stroms besser durch die Haut diffundieren können. Je nach Stromstärke wird außerdem eine Hautreizung spürbar.
Im 19. Jahrhundert hatte die Galvanotherapie große Bedeutung bei der Behandlung zahlreicher Erkrankungen. Heute gibt es innerhalb der Medizin noch begrenzte Anwendungen als Leitungswasseriontophorese bei starker Schweißneigung der Haut (Hyperhidrose), Gelenksentzündungen und Verschleißerscheinungen des Bewegungsapparates.

## Alternativmedizin
Abwandlungen unter Bezeichnungen wie Perkutane-Elektro-Tumortherapie, Bio-Elektrotherapie BET, Organo-und-Biotherapie, Elektro-Cancer-Therapie ECT werden seit den 1970er Jahren in der Alternativmedizin gegen Krebserkrankungen angeboten. Dabei soll eine angebliche höhere Leitfähigkeit der Krebszellen für elektrischen Strom ausgenutzt werden. Der Strom verursache eine Ansäuerung (pH-Wert-Verschiebung). Behauptete Vorteile dieser Therapieform sind beispielsweise, dass zahlreiche solide Tumoren damit ohne weitere Differenzierung therapiert werden können, dass eine Metastasierung ausbleibe, dass betroffene Organe erhalten werden können, und dass die Therapie leicht ambulant durchzuführen sei.
Es besteht kein Zusammenhang zu der sogenannten Elektrochemotherapie (einem experimentellen onkologischen Behandlungsverfahren, bei dem die Wirksamkeit von Zytostatika durch stromführende Nadeln im Tumorgewebe erhöht werden soll).
Wissenschaftliche Untersuchungen dieser postulierten Mechanismen oder Studien zur Wirksamkeit wurden bisher nicht vorgelegt. Die Kosten der alternativmedizinischen Behandlungsverfahren werden daher nicht von den Krankenkassen getragen.